# Термосбенові
Термосбенові (Thermosbaenacea) — ряд вищих ракоподібних.

## Опис
Тіло завдовжки до 3,5 мм. Очі і пігментація відсутні. Карапакс зростається з головою і зливається з нею 1-м грудним сегментом. Яйця виношують у виводковой камері. Живляться органічною речовиною ґрунту.

## Поширення
Вперше виявлені в гарячому солонуватому джерелі (45 °С) в Тунісі, потім в печерах Південної Італії та США, в ґрунтових мінералізованих водах Ізраїлю і Вест-Індії, на півдні Франції, на острові Мадейра і Багамських островах, в солонуватих водах Хорватії та Куби. Мабуть, вихідним середовищем їх проживання був морський ґрунт. Широке і розірване поширення термосбенових свідчить про те, що сучасні термосбенові — залишок давньої, колись більш різноманітної і численної групи. Викопні термосбенові невідомі.

## Класифікація
- Родина Halosbaenidae Monod & Cals, 1988
  - Рід Halosbaena Stock, 1976
    - Halosbaena acanthura Stock, 1976
    - Halosbaena daitoensis Shimomura & Fujita, 2009
    - Halosbaena fortunata Bowman & Iliffe, 1986
    - Halosbaena tulki Poore & Humphreys, 1992

  - Рід Limnosbaena Stock, 1976
    - Limnosbaena finki (Mestrov & Lattinger-Penko, 1969)

  - Рід Theosbaena Cals & Boutin, 1985
    - Theosbaena cambodjiana Cals & Boutin, 1985
    - Theosbaena kiatwongchai Rogers & Sanoamuang, 2016
    - Theosbaena loko  Jantarit, Promdam & Wongkamhaeng, 2020
- Родина Monodellidae Taramelli, 1954
  - Рід Monodella Ruffo, 1949
    - Monodella stygicola Ruffo, 1949

  - Рід Tethysbaena Wagner, 1994
    - Tethysbaena aiakos Wagner, 1994
    - Tethysbaena argentarii (Stella, 1951)
    - Tethysbaena atlantomaroccana (Boutin & Cals, 1985)
    - Tethysbaena calsi Wagner, 1994
    - Tethysbaena colubrae Wagner, 1994
    - Tethysbaena coqui Wagner, 1994
    - Tethysbaena dioscorida Wagner & Van Damme, 2021
    - Tethysbaena gaweini Wagner, 1994
    - Tethysbaena haitiensis Wagner, 1994
    - Tethysbaena halophila (S.L. Karaman, 1953)
    - Tethysbaena juglandis Wagner, 1994
    - Tethysbaena juriaani Wagner, 1994
    - Tethysbaena lazarei Wagner, 1994
    - Tethysbaena ophelicola Wagner, 2012
    - Tethysbaena relicta (Pór, 1962)
    - Tethysbaena sanctaecrucis (Stock, 1976)
    - Tethysbaena scabra (Pretus, 1991)
    - Tethysbaena scitula Wagner, 1994
    - Tethysbaena siracusae Wagner, 1994
    - Tethysbaena somala (Chelazzi & Messsana, 1982)
    - Tethysbaena stocki Wagner, 1994
    - Tethysbaena tarsiensis Wagner, 1994
    - Tethysbaena texana (Maguire, 1965)
    - Tethysbaena tinima Wagner, 1994
    - Tethysbaena vinabayesi Wagner, 1994
- Родина Thermosbaenidae Monod, 1927
  - Рід Thermosbaena Monod, 1924
    - Thermosbaena mirabilis Monod, 1924
- Родина Tulumellidae Wagner, 1994
  - Рід Tulumella Bowman & Iliffe, 1988
    - Tulumella bahamensis Yager, 1988
    - Tulumella grandis Yager, 1988
    - Tulumella unidens Bowman & Iliffe, 1988